# 上枝一雄
上枝 一雄（うええだ かずお、1903年（明治36年）1月20日 - 1987年（昭和62年）5月5日）は、日本の実業家。三和銀行元頭取。

## 経歴・人物
香川県高松市出身。1934年に東京帝国大学法学部を卒業し、三和銀行の前身である三十四銀行に入行。取締役、常務、専務を経て、1957年11月から副頭取を務め、1960年5月から頭取に就任し、1971年9月までに務めた。
その一方で、1966年から1977年までに関西経済連合会副会長を務め、南海電気鉄道、江崎グリコ、関西電力の各取締役、毎日新聞社相談役、関西テレビ放送監査役などを歴任した。1973年に勲二等旭日重光章を受章した。
1987年5月5日脳卒中により兵庫県芦屋市内の自宅で死去。84歳没

## 家族
- 父・上枝平蔵[3]
- 妻・静子 - 高松市の化粧品販売商（香川県化粧品卸商業組合長）・綾田吉之助の娘。高松高女卒。[4]
- 長男・上枝乾雄（1930-） - ユニチカテキスタイル勤務。神戸大学卒。岳父に甲南病院院長・井波錬四郎。[3]
- 二男・上枝昭造（1933-） - 丸善石油勤務。神戸大卒。岳父の芦原義重は一雄と同郷で、旧制高松中学の先輩。[4]
- 長女・和子 - サクラクレパス副社長・西村五郎の妻。五郎は西村治兵衛の孫で西村俊一 (実業家)の弟。[3]

## 関連書籍
- 上枝一雄追想録刊行委員会、三和総合研究所編『上枝一雄追想録』三和銀行、1988年4月。